# London
Lóndon je glavno in največje mesto Anglije in Združenega kraljestva s približno 8,8 milijona prebivalcev in največje mesto v Zahodni Evropi glede na metropolitansko območje s 14,8 milijona prebivalcev. Stoji ob reki Temzi v jugovzhodni Angliji na vrhu 80 km dolgega estuarija navzdol do Severnega morja in je bil velika naselbina že skoraj dve tisočletji. City of London, njegovo starodavno jedro in finančno središče, so ustanovili Rimljani kot Londinium in ohranja svoje srednjeveške meje. Mesto Westminster, zahodno od londonskega Cityja, že stoletja gosti nacionalno vlado in parlament. Od 19. stoletja se ime London nanaša tudi na metropolo okoli tega jedra, zgodovinsko razdeljenega med grofije Middlesex, Essex, Surrey, Kent in Hertfordshire, ki od leta 1965 v veliki meri sestavljajo širši London, ki ga upravlja 33 lokalnih oblasti in Greater London Authority.
Je eno najpomembnejših poslovnih, kulturnih, političnih in izobraževalnih središč na svetu. Gospodarsko najmočnejše mesto v Evropi je eno največjih finančnih središč na svetu. Z največjo koncentracijo visokošolskih ustanov v Evropi je dom nekaterih najvišje uvrščenih akademskih ustanov na svetu – Imperial College London za naravoslovne in uporabne znanosti, London School of Economics za družbene vede in celovita Univerza College London. London je najbolj obiskano mesto v Evropi in ima najbolj obremenjen sistem mestnih letališč na svetu. Londonska podzemna železnica je najstarejši hitri tranzitni sistem na svetu.
Londonske raznolike kulture obsegajo več kot 300 jezikov. Prebivalstvo širšega Londona leta 2023, ki je znašalo nekaj manj kot 10 milijonov, je postalo tretje najbolj naseljeno mesto v Evropi, saj predstavlja 13,4 % prebivalstva Združenega kraljestva in več kot 16 % prebivalstva Anglije. Pozidano območje Greater London je četrto najbolj naseljeno v Evropi, s približno 9,8 milijona prebivalcev po popisu leta 2011. Londonsko metropolitansko območje je tretje najbolj naseljeno v Evropi s približno 14 milijoni prebivalcev v letu 2016, kar Londonu daje status mega mesta.
London ima štiri območja svetovne dediščine: Londonski Tower, Kew Gardens, Westminstrska palača, Westminstrska opatija in cerkev sv. Marjete; in tudi zgodovinsko naselje v Greenwichu, kjer Kraljevi observatorij Greenwich, določa začetni poldnevnik (0° zemljepisne dolžine) in Greenwiški srednji čas. Druge znamenitosti so Buckinghamska palača, Londonsko oko, Piccadilly Circus, stolnica sv. Pavla, Tower Bridge in Trafalgar Square. London ima veliko muzejev, galerij, knjižnic in kulturnih prizorišč, vključno z Britanskim muzejem, Narodno galerijo, Naravoslovnim muzejem, Tate Modern, Britansko knjižnico in številnimi gledališči West Enda. Pomembni športni dogodki v Londonu vključujejo finale pokala FA, teniško prvenstvo v Wimbledonu in londonski maraton. Leta 2012 je London postal prvo mesto, ki je gostilo tri poletne olimpijske igre.

## Toponimija
London je starodavno ime, izpričano v 1. stoletju našega štetja, običajno v latinizirani obliki Londinium. Sodobne znanstvene analize imena morajo pojasniti izvor različnih oblik, ki jih najdemo v zgodnjih virih: latinščina (običajno Londinium), stara angleščina (običajno Lunden) in valižanščina (običajno Llundein), glede na znani razvoj zvokov skozi čas v teh različnih jezikih. Dogovorjeno je, da je ime prišlo v te jezike iz navadne britščine; nedavna dela se nagibajo k rekonstrukciji izgubljene keltske oblike imena kot *Londonjon ali kaj podobnega. To je bilo prilagojeno v latinščino kot Londinium in izposojeno v staro angleščino.
Do leta 1889 se je ime London uradno uporabljalo le za City of London, od takrat pa se nanaša tudi na Londonsko grofijo in Veliki London.

## Zgodovina

### Prazgodovina
Leta 1993 so na južni obali gorvodno od mostu Vauxhall našli ostanke mostu iz bronaste dobe. Dva lesa sta bila radiokarbonsko datirana v 1750–1285 pr. n. št.. Leta 2010 so na južni obali Temze dolvodno od mostu Vauxhall našli temelje velike lesene konstrukcije iz let 4800–4500 pred našim štetjem. Obe strukturi sta na južnem bregu Temze, kjer se zdaj podzemna reka Effra izliva v Temzo.

### Rimski London
Kljub dokazom o razpršenih britskih naselbinah na tem območju so prvo večjo naselbino ustanovili Rimljani okoli leta 47 našega štetja, približno štiri leta po njihovem vdoru leta 43 našega štetja. To je trajalo le do približno leta 61 našega štetja, ko je pleme Iceni pod vodstvom kraljice Budike napadlo in ga požgalo do tal.
Naslednja načrtovana inkarnacija Londiniuma je uspevala in nadomestila Colchester kot glavno mesto rimske province Britanije leta 100. Na vrhuncu v 2. stoletju je imel rimski London približno 60.000 prebivalcev.

### London v anglosaškem in vikinškem obdobju
Z razpadom rimske vladavine v zgodnjem 5. stoletju je bilo obzidano mesto Londinium dejansko opuščeno, čeprav se je rimska civilizacija nadaljevala okoli St Martin-in-the-Fields do okoli leta 450. Od približno leta 500 se je nekoliko zahodneje od starega rimskega mesta razvila anglosaška naselbina, znana kot Lundenwic. Približno leta 680 je mesto spet postalo glavno pristanišče, vendar je malo dokazov o obsežni proizvodnji. Od leta 820 dalje so ponavljajoči se vikinški napadi povzročili nazadovanje. Zapisani so trije; tista leta 851 in 886 sta uspela, medtem ko je bil zadnji, leta 994, zavrnjen.
Vikingi so Danelaw uporabljali v večjem delu vzhodne in severne Anglije, meja je potekala približno od Londona do Chesterja kot območja političnega in geografskega nadzora, ki so ga uvedli vikinški vdori, o katerih sta se uradno dogovorila danski vojskovodja Guthrum in zahodnosaški kralj Alfred Veliki leta 886. Anglosaška kronika poroča, da je Alfred »ponovno ustanovil« London leta 886. Arheološke raziskave kažejo, da je to vključevalo opustitev Lundenwica ter oživitev življenja in trgovine znotraj starih rimskih zidov. London je nato počasi rasel do dramatičnega porasta okoli leta 950.
Do 11. stoletja je bil London očitno največje mesto v Angliji. Westminstrska opatija, ki jo je v romanskem slogu obnovil kralj Edvard Spoznavalec, je bila ena največjih cerkva v Evropi. Winchester je bil glavno mesto anglosaške Anglije, toda od takrat je London postal glavni forum za tuje trgovce in baza za obrambo v času vojne. Po mnenju Franka Stentona: »Imelo je vire in je hitro razvijalo dostojanstvo in politično samozavest, primerno za nacionalno prestolnico«.

### Srednji vek
Po zmagi v bitki pri Hastingsu je bil Viljem, normandijski vojvoda, okronan za angleškega kralja v pravkar dokončani Westminstrski opatiji na božični dan 1066. Viljem je zgradil Londonski Tower, prvega od mnogih takšnih v Angliji, ki so bili ponovno zgrajeni v kamnu v jugovzhodnem kotu mesta, da bi ustrahoval prebivalce. Leta 1097 je Viljem II. začel graditi Westminstrsko dvorano v bližini istoimenske opatije. Postala je zasnova nove Westminstrske palače.
V 12. stoletju so se institucije centralne vlade, ki so dotlej sledile angleškemu kraljevemu dvoru po vsej državi, povečale in postale vse bolj fiksne, za večino namenov v Westminstru, čeprav se je kraljeva zakladnica ustavila v stolpu. Medtem ko se je mesto Westminster razvilo v pravo vladno prestolnico, je njegov poseben sosed, londonski City, ostal največje mesto v Angliji in glavno trgovsko središče ter cvetel pod lastno edinstveno upravo, Londonsko korporacijo. Leta 1100 je bilo njegovo prebivalstvo približno 18.000; do leta 1300 je naraslo na skoraj 100.000. S črno smrtjo sredi 14. stoletja je London izgubil skoraj tretjino prebivalstva. London je bil žarišče kmečkega upora leta 1381.
London je bil središče judovskega prebivalstva v Angliji, preden jih je Edvard I. leta 1290 izgnal. Do nasilja nad Judi je prišlo leta 1190, ko se je govorilo, da je novi kralj ukazal njihov pokol, potem ko so se predstavili na njegovem kronanju. Leta 1264 med drugo baronsko vojno so uporniki Simona de Montforta pobili 500 Judov, medtem ko so poskušali zaseči zapise o dolgovih.

### Zgodnji novi vek
V obdobju Tudorjev je reformacija povzročila postopen premik k protestantizmu. Velik del londonske lastnine je prešel iz cerkve v zasebno last, kar je pospešilo trgovino in poslovanje v mestu. Leta 1475 je Hanseatska liga v Londonu postavila glavno trgovsko bazo (kontor) Anglije, imenovano Stalhof ali Steelyard. Ostala je do leta 1853, ko so hanzeatska mesta Lübeck, Bremen in Hamburg prodala lastnino Jugovzhodni železnici. Volneno blago so pošiljali nepobarvano in neoblečeno iz Londona v 14./15. stoletju na bližnje obale Nizozemskih dežel.
Angleško pomorsko podjetje je komaj doseglo onkraj morij severozahodne Evrope. Komercialna pot v Italijo in Sredozemlje je običajno potekala skozi Antwerpen in čez Alpe; vse ladje, ki so plule skozi Gibraltarski preliv v Anglijo ali iz nje, so bile verjetno italijanske ali dubrovniške. Ponovno odprtje Nizozemske za angleški ladijski promet januarja 1565 je spodbudilo izbruh trgovske dejavnosti. Ustanovljena je bila kraljeva borza. Merkantilizem je rasel in s širitvijo trgovine v Novi svet so bili ustanovljeni monopolni trgovci, kot je Britanska vzhodnoindijska družba. London je postal glavno pristanišče Severnega morja, kamor prihajajo migranti iz Anglije in tujine. Prebivalstvo se je povečalo s približno 50.000 leta 1530 na približno 225.000 leta 1605.
V 16. stoletju so William Shakespeare in njegovi sodobniki živeli v Londonu v času angleškega renesančnega gledališča. Shakespearovo gledališče Globe je bilo zgrajeno leta 1599 v Southwarku. Odrske predstave so se v Londonu ustavile, ko so puritanske oblasti v 40. in 50. letih 16. stoletja zaprle gledališča. Prepoved gledališča je bila odpravljena med obnovo leta 1660 in najstarejše londonsko operacijsko gledališče Drury Lane je bilo odprto leta 1663 v današnjem gledališkem okrožju West End.
Do konca obdobja Tudorjev leta 1603 je bil London še vedno kompakten. 5. novembra 1605 je prišlo do poskusa atentata na Jakoba I. v Westminstru, v smodniški zaroti. Leta 1637 je vlada Karla I. poskušala reformirati upravo na območju Londona. To je od mestne korporacije zahtevalo, da razširi svojo pristojnost in upravo na širjenje območij po mestu. Strah pred poskusom krone, da bi zmanjšala svoboščine Londona, skupaj s pomanjkanjem zanimanja za upravljanje teh dodatnih območij ali zaskrbljenostjo mestnih cehov, da bi morali deliti oblast, je povzročilo »veliko zavrnitev« korporacije, odločitev, ki v veliki meri še naprej razlog za edinstven vladni status mesta.
V angleški državljanski vojni je večina Londončanov podpirala parlamentarno stvar. Po začetnem napredovanju rojalistov leta 1642, ki je doseglo vrhunec v bitkah pri Brentfordu in Turnham Greenu, je bil London obdan z obrambnim zidom, znanim kot komunikacijske linije. Linije je gradilo do 20.000 ljudi in so bile dokončane v manj kot dveh mesecih. Utrdbe so padle na svojem edinem preizkusu, ko je vojska novega modela leta 1647 vstopila v London in parlament jih je istega leta zrušil.
London je v zgodnjem 17. stoletju pestila bolezen, ki je dosegla vrhunec z veliko kugo v letih 1665–1666, ki je ubila do 100.000 ljudi ali petino prebivalstva.
Veliki požar v Londonu je izbruhnil leta 1666 v Pudding Lane v mestu in hitro pometel skozi lesene zgradbe. Obnova je trajala več kot deset let in jo je nadzoroval polihistor Robert Hooke. Leta 1708 je bila dokončana mojstrovina Christopherja Wrena, stolnica sv. Pavla. Med jurijevskim obdobjem so na zahodu nastala nova okrožja, kot je Mayfair; novi mostovi čez Temzo so spodbudili razvoj južnega Londona. Na vzhodu se je londonsko pristanišče razširilo navzdol. Razvoj Londona kot mednarodnega finančnega središča je zorel večji del 18. stoletja.
Leta 1762 je Jurij III. Britanski pridobil Buckinghamsko hišo, ki so jo v naslednjih 75 letih povečali. V 18. stoletju naj bi London preganjal kriminal in Bow Street Runners so bili leta 1750 ustanovljeni kot poklicna policija. Zaradi epidemij v 1720-ih in 30-ih letih je večina otrok, rojenih v mestu, umrla, preden so dopolnili svoj peti rojstni dan.
Kavarne so postale priljubljeno mesto za razpravo o idejah, saj sta naraščajoča pismenost in razvoj tiskarskega stroja omogočila široko dostopnost novic, Fleet Street pa je postala središče britanskega tiska. Zaradi invazije napoleonskih vojsk na Amsterdam so se številni finančniki preselili v London in prva londonska mednarodna izdaja je bila organizirana leta 1817. Približno v istem času je kraljeva mornarica postala vodilna svetovna vojna flota, ki je delovala kot glavno odvračilno sredstvo za morebitne gospodarske nasprotnike. Razveljavitev žitnih zakonov leta 1846 je bila posebej namenjena oslabitvi nizozemske gospodarske moči. London je nato prehitel Amsterdam kot vodilno mednarodno finančno središče.

### Pozni novi vek in sodobnost
Z začetkom industrijske revolucije v Združenem Kraljestvu je prišlo do izjemne rasti urbanizacije in število High Street (glavnih ulic za prodajo na drobno v Britaniji) je hitro naraslo. London je bil največje mesto na svetu od približno 1831 do 1925, z gostoto prebivalstva 325 na hektar. Poleg naraščajočega števila trgovin, ki prodajajo blago, kot je Harding, Howell & Co. - ena prvih veleblagovnic - na Pall Mallu, je bilo na ulicah ogromno uličnih prodajalcev. Prenatrpanost Londona je povzročila epidemije kolere, ki je leta 1848 zahtevala 14.000 življenj, leta 1866 pa 6000. Vse večji prometni zastoji so privedli do oblikovanja prvega lokalnega mestnega železniškega omrežja na svetu. Metropolitan Board of Works je nadzoroval širitev infrastrukture v glavnem mestu in nekaterih okoliških okrožjih; ukinjen je bil leta 1889, ko je bil iz okrožnih območij, ki obdajajo prestolnico, ustanovljen London County Council.
Od zgodnjih let 20. stoletja dalje so bile čajnice najdene na High Streets po Londonu in preostali Britaniji, pri čemer je vodil Lyons, ki je leta 1894 odprl prvo svojo verigo čajnic na Piccadillyju. Čajnice, kot je Criterion na Piccadillyju, so postale priljubljeno zbirališče žensk iz volilnega gibanja. Mesto je bilo med letoma 1912 in 1914 tarča številnih napadov med bombardiranjem sufražetk in kampanjo požigov, v katerih so bile bombardirane zgodovinske znamenitosti, kot sta Westminstrska opatija in stolnica sv. Pavla.
London so Nemci bombardirali v prvi svetovni vojni, med drugo svetovno vojno pa so Blitz in drugi bombni napadi nemške Luftwaffe ubili več kot 30.000 Londončanov in uničili velike dele stanovanj in drugih stavb po mestu. Grob neznanega bojevnika, neznanega pripadnika britanskih oboroženih sil, ki je bil ubit med prvo svetovno vojno, je bil pokopan v Westminstrski opatiji 11. novembra 1920. Kenotaf, ki je na ulici Whitehall, je bil razkrit istega dne in je osrednja točka nacionalne službe spomina, ki poteka vsako leto na spominsko nedeljo, najbližjo nedeljo do 11. novembra.
Poletne olimpijske igre 1948 so potekale na prvotnem stadionu Wembley, medtem ko si London še vedno ni opomogel od vojne. Od leta 1940 je London postal dom številnim priseljencem, predvsem iz držav Commonwealtha, kot so Jamajka, Indija, Bangladeš in Pakistan, zaradi česar je London eno najbolj raznolikih mest na svetu. Leta 1951 je na južnem bregu potekal Festival Britanije. Veliki smog leta 1952 je privedel do zakona o čistem zraku iz leta 1956, ki je končal »meglo grahove juhe«, po kateri je bil London razvpit, in si je prislužil vzdevek »veliki dim«.
Sredi 1960-ih je London postal središče svetovne mladinske kulture, ki jo ponazarja subkultura Swinging London, povezana s King's Road, Chelsea in Carnaby Street. Vloga trendseterja je oživela v dobi punka. Leta 1965 so se politične meje Londona razširile kot odgovor na rast mestnega območja in ustanovljen je bil nov Svet širšega Londona. Med Težavami na Severnem Irskem so London od leta 1973 prizadeli bombni napadi Začasne irske republikanske armade. Ti napadi so trajali dve desetletji, začenši z bombnim napadom na Old Bailey. Rasno neenakost so poudarili nemiri v Brixtonu leta 1981.
Prebivalstvo Velikega Londona se je v desetletjih po drugi svetovni vojni zmanjšalo z ocenjenega vrha 8,6 milijona leta 1939 na približno 6,8 milijona v 1980-ih. Glavna pristanišča v Londonu so se preselila navzdol v Felixstowe in Tilbury, pri čemer je območje London Docklands postalo središče za regeneracijo, vključno z razvojem Canary Wharfa. To se je rodilo iz vse večje vloge Londona kot mednarodnega finančnega središča v 1980-ih. Pregrada Temze, ki leži približno 3,2 km vzhodno od središča Londona, je bila dokončana v 1980-ih, da bi zaščitila London pred valovi plimovanja iz Severnega morja.
Svet Velikega Londona je bil ukinjen leta 1986, tako da je London ostal brez osrednje uprave do leta 2000 in ustanovitve Greater London Authority. Za obeležitev 21. stoletja so bili zgrajeni Millennium Dome, Londonsko oko in Milenijski most. 6. julija 2005 je London dobil nagrado za poletne olimpijske igre 2012 kot prvo mesto, ki je trikrat priredilo olimpijske igre. 7. julija 2005 so bili v seriji terorističnih napadov bombardirani trije vlaki Londonske podzemne železnice in dvonadstropni avtobus.
Leta 2008 je Time London poleg New Yorka in Hongkonga označil za Nylonkong in ju razglasil za tri najvplivnejša svetovna mesta. Januarja 2015 je bilo prebivalstvo širšega Londona ocenjeno na 8,63 milijona, kar je največ od leta 1939. Med referendumom o brexitu leta 2016 se je Združeno kraljestvo kot celota odločilo zapustiti Evropsko unijo, vendar je večina londonskih volilnih enot glasovala za obstanek. Vendar pa je izstop Združenega kraljestva iz EU v začetku leta 2020 le malo oslabil položaj Londona kot mednarodnega finančnega središča.
6. maja 2023 je v Westminstrski opatiji v Londonu potekalo kronanje Karla III. in njegove žene Camille za kralja in kraljico Združenega kraljestva in drugih kraljestev Commonwealtha.

## Geografija

### Obseg
London, znan tudi kot Veliki London (angleško Greater London), je ena od devetih regij Anglije in najvišji pododdelek, ki pokriva večino mestne metropole. City of London je v svojem jedru nekoč obsegalo celotno naselje, toda ko je njegovo urbano območje raslo, se je Londonska korporacija uprla poskusom združitve mesta z njegovimi predmestji, zaradi česar je bil 'London' opredeljen na več načinov.
Štirideset odstotkov Velikega Londona pokriva poštno mesto London (angleško London postal district), v katerem je 'London' del poštnih naslovov. Telefonska območna koda Londona (020) pokriva večje območje, podobno velikosti kot Veliki London, čeprav so nekatera zunanja okrožja izključena in nekatera vključena samo zunaj. Meja Velikega Londona je bila ponekod poravnana z avtocesto M25.
Nadaljnjo urbano širitev zdaj preprečuje metropolitanski zeleni pas, čeprav pozidano območje ponekod sega čez mejo, kar ustvarja ločeno opredeljeno mestno območje Velikega Londona. Onkraj tega je obsežen londonski prometni pas (angleško London commuter belt). Veliki London je za nekatere namene razdeljen na Notranji London in Zunanji London ter ob reki Temzi na Severni in Južni, z neformalnim osrednjim Londonskim območjem. Koordinate nominalnega središča Londona, tradicionalno prvotnega Eleanorinega križa pri Charing Crossu blizu križišča Trafalgar Square in Whitehalla, so približno 51°30′26″N 00°07′39″W / 51.50722°N 0.12750°W.

### Status
Znotraj Londona imata City of London in Westminster (angleško City of Westminster) status mesta, City of London in preostanek Velikega Londona pa sta okrožja za namene podpornikov. Območje Velikega Londona vključuje območja, ki so del zgodovinskih grofij Middlesex, Kent, Surrey, Essex in Hertfordshire. Status Londona kot glavnega mesta Anglije in pozneje Združenega kraljestva ni bil nikoli podeljen ali potrjen z zakonom ali v pisni obliki.|group=note}
Njegov status glavnega mesta je bil določen z ustavno konvencijo, kar pomeni, da je njegov status de facto glavnega mesta del nekodificirane ustave Združenega kraljestva. Glavno mesto Anglije je bilo prestavljeno v London iz Winchestra, ko se je Westminstrska palača v 12. in 13. stoletju razvila v stalno lokacijo kraljevega dvora in s tem v politično prestolnico države. Nedavno je bil Veliki London opredeljen kot regija Anglije in je v tem kontekstu znan kot London.

### Topografija
Veliki London obsega skupno površino 1583 km², območje, ki je leta 2001 imelo 7.172.036 prebivalcev in gostoto prebivalstva 4542/km². Razširjeno območje, znano kot londonska metropolitanska regija ali londonska metropolitanska aglomeracija, obsega skupno površino 8382 km², ima 13.709.000 prebivalcev in gostoto prebivalstva 1510/km².
Sodobni London stoji ob Temzi, njegovi glavni geografski značilnosti, plovni reki, ki prečka mesto od jugozahoda proti vzhodu. Dolina Temze je poplavna ravnica, ki jo obkrožajo rahlo razgibani griči, vključno s Parliament Hillom, Addington Hillsom in Primrose Hillom. Zgodovinsko gledano je London zrasel na najnižji točki mostu na Temzi. Temza je bila nekoč veliko širša, plitvejša reka z obsežnimi močvirji; ob visoki plimi so njene obale dosegle petkratno širino od sedanje.
Od viktorijanske dobe je bila Temza obsežno nasipana in številni njeni londonski pritoki zdaj tečejo pod zemljo. Temza je reka s plimovanjem in London je občutljiv na poplave. Grožnja se je sčasoma povečala zaradi počasnega, a neprekinjenega naraščanja visoke ravni vode, ki ga povzročajo podnebne spremembe in počasnega 'nagibanja' Britanskega otočja kot posledice postglacialnega odboja.

### Podnebje
London ima zmerno oceansko podnebje (Köppen: Cfb). Evidence o padavinah v mestu vodijo vsaj od leta 1697, ko so jih začeli beležiti v Kew. V Kew je največ padavin v enem mesecu 189 mmnovembra 1755, najmanj pa 0 mm decembra 1788 in julija 1800. Mile End je prav tako imel 0 mm aprila 1893. Najbolj namočeno leto v zgodovini je 1903, s skupnim padcem 969 mm, najbolj suho pa leto 1921, s skupnim padcem 308 mm. Povprečna letna količina padavin znaša približno 600 mm, kar je polovica letne količine padavin v New Yorku. Kljub razmeroma nizki letni količini padavin London še vedno prejme 109,6 deževnih dni s pragom 1,0 mm letno. Vendar pa je London občutljiv na podnebne spremembe v Združenem kraljestvu in med hidrološkimi strokovnjaki obstaja vse večja zaskrbljenost, da bi lahko londonska gospodinjstva ostala brez vode pred letom 2050.
Ekstremne temperature v Londonu segajo od 40,2 °C na Heathrowu 19. julija 2022 do −17,4 °C na Northoltu 13. decembra 1981. Zapisi o atmosferskem tlaku se vodijo v Londonu od leta 1692. Najvišji doslej sporočeni tlak je 20. januarja 2020 znašal 1049,8 milibarov.
Poletja so na splošno topla, včasih vroča. Povprečna julijska temperatura v Londonu je 23,5 °C. Povprečno vsako leto je v Londonu 31 dni nad 25 °C in 4,2 dni nad 30,0 °C. Med evropskim vročinskim valom leta 2003 je dolgotrajna vročina povzročila na stotine smrti zaradi vročine. Prejšnje obdobje 15 zaporednih dni nad 32,2 °C v Angliji leta 1976 je prav tako povzročilo veliko smrti zaradi vročine. Prejšnja temperatura 37,8 °C avgusta 1911 na postaji Greenwich je bila kasneje prezrta kot nestandardna. Občasno je lahko problem tudi suša, zlasti poleti, nazadnje poleti 2018, od maja do decembra pa prevladujejo precej bolj sušne razmere od povprečja. Največ zaporednih dni brez dežja pa je bilo 73 dni spomladi leta 1893.
Zime so na splošno hladne z majhnimi temperaturnimi nihanji. Močno sneženje je redko, vendar sneg običajno zapade vsaj enkrat vsako zimo. Pomlad in jesen sta lahko prijetni. Kot veliko mesto ima London precejšen učinek mestnega toplotnega otoka, zaradi česar je središče Londona včasih za 5 °C toplejše od predmestja in obrobja.

### Območja
Kraji v velikem mestnem območju Londona so identificirani z imeni območij, kot so Mayfair, Southwark, Wembley in Whitechapel. To so bodisi neformalne označbe, ki odražajo imena vasi, ki jih je širjenje absorbiralo ali pa so nadomeščene upravne enote, kot so župnije ali nekdanja okrožja.
Takšna imena so ostala v uporabi skozi tradicijo, vsako se nanaša na lokalno območje s svojimi značilnostmi, vendar brez uradnih meja. Od leta 1965 je Veliki London razdeljen na 32 londonskih okrožij poleg starodavnega londonskega Cityja. Londonski City je glavno finančno okrožje in Canary Wharf se je pred kratkim razvil v novo finančno in trgovsko središče v Docklandih na vzhodu.
West End je glavna londonska zabaviščna in nakupovalna četrt, ki privablja turiste. Zahodni London vključuje draga stanovanjska območja, kjer se nepremičnine lahko prodajo za več deset milijonov funtov. Povprečna cena nepremičnin v Kensingtonu in Chelseaju je več kot 2 milijona funtov s podobno visokimi izdatki v večini osrednjega Londona.
East End je območje, ki je najbližje prvotnemu londonskemu pristanišču, znano po visoki populaciji priseljencev, pa tudi po tem, da je eno najrevnejših območij v Londonu. V okolici vzhodnega Londona je bil velik del zgodnjega industrijskega razvoja Londona; zdaj se opuščena območja na celotnem območju preurejajo kot del prehoda Temze, vključno z londonskim obrežjem in dolino Lower Lea, ki je bil razvit v olimpijski park za olimpijske in paraolimpijske igre 2012.

## Arhitektura
Nad glavnim vhodom v Broadcasting House sta kipa Prospera in Ariel (iz Shakespearove zadnje igre Vihar), delo Erica Gilla. Prospero, Arielin mojster, je visok 10 čevljev in je upodobljen, kako pošilja Ariel v svet. Ariel je kot duh zraka veljal za ustrezen simbol za novo skrivnost prenosa.
Po odprtju Broadcasting House in postavitvi kipov (1933) je bila izražena zaskrbljenost glede velikosti genitalij duha. Vložili so vlogo pri spodnjem domu parlamenta, vendar priljubljena zgodba, da je bilo Gillu naročeno, naj spremeni kip, ni utemeljena
Londonske stavbe so preveč raznolike, da bi jih lahko označili s kakršnim koli posebnim arhitekturnim slogom, deloma tudi zaradi njihove različne starosti. Številne veličastne palače in javne stavbe, kot je Narodna galerija, so zgrajene iz portlandskega kamna. Za nekatere predele mesta, zlasti tiste zahodno od središča, so značilne bele štukature ali pobeljene fasade. Nekaj stavb v osrednjem Londonu je nastalo pred velikim požarom leta 1666, med njimi je nekaj sledi rimskih ostankov, Londonski Tower in nekaj razpršenih preživelih Tudorjev v mestu. Nadalje je na primer palača Hampton Court iz obdobja Tudorjev.
Del raznolike arhitekturne dediščine so cerkve Christopherja Wrena iz 17. stoletja, neoklasicistične finančne ustanove, kot sta Royal Exchange in Bank of England, do sodišča Old Bailey z začetka 20. stoletja in posestva Barbican iz 60. let prejšnjega stoletja. Elektrarna Battersea iz leta 1939 ob reki na jugozahodu je lokalna znamenitost, nekateri železniški terminali pa so odlični primeri viktorijanske arhitekture, predvsem St. Pancras in Paddington. Gostota Londona je različna, z visoko gostoto zaposlenosti v osrednjem območju in Canary Wharfu, visoko gostoto stanovanj v notranjem Londonu in manjšo gostoto v zunanjem Londonu.
Spomenik velikemu požaru v Londonu v Londonskem Cityju nudi pogled na okolico in hkrati spominja na veliki londonski požar, ki je izbruhnil v bližini. Marmorni slavolok in Wellingtonov slavolok, na severnem oziroma južnem koncu Park Lane, imata kraljevske povezave, tako kot Albertov spomenik in Royal Albert Hall v Kensingtonu. Nelsonov steber (zgrajen v spomin na admirala Horatia Nelsona) je nacionalno priznan spomenik na trgu Trafalgar, eni od osrednjih točk v središču Londona. Starejše stavbe so večinoma opečne, običajno iz rumene londonske opeke.
V strnjenih območjih je večina koncentracije preko srednje velikih in visokih gradenj. Londonski nebotičniki, kot so 30 St Mary Axe (imenovan The Gherkin), Tower 42, Broadgate Tower in One Canada Square, so večinoma v dveh finančnih okrožjih, City of London in Canary Wharf. Gradnja visokih stolpnic je na nekaterih lokacijah omejena, če bi ovirala zaščitene poglede na stolnico sv. Pavla in druge zgodovinske stavbe. To zaščitno politiko, znano kot 'St Paul's Heights', londonsko mesto izvaja od leta 1937. Kljub temu je v središču Londona kar nekaj visokih nebotičnikov, vključno s 95-nadstropnim Shard London Bridge, najvišjo stavbo v Združenem kraljestvu in zahodni Evropi.
Druge pomembne sodobne stavbe vključujejo The Scalpel, 20 Fenchurch Street (imenovano The Walkie-Talkie), nekdanjo mestno hišo v Southwarku, Art Deco BBC Broadcasting House in postmodernistično britansko knjižnico v Somers Town/Kings Cross in No 1 Poultry by James Stirling. BT Tower stoji na 620 čevljih (189 m) in ima 360-stopinjski barvni LED zaslon blizu vrha. Kar je bilo prej Millennium Dome, ob Temzi vzhodno od Canary Wharfa, je zdaj prizorišče za zabavo, imenovano O2 Arena.

### Naravna zgodovina
Londonsko prirodoslovno društvo meni, da je London »eno najbolj zelenih mest na svetu« z več kot 40 odstotki zelenih površin ali odprtih voda. Kažejo, da je bilo ugotovljeno, da tam raste 2000 vrst cvetočih rastlin in da plimska Temza podpira 120 vrst rib. Navajajo, da v središču Londona gnezdi več kot 60 vrst ptic in da so njihovi člani po Londonu zabeležili 47 vrst metuljev, 1173 nočnih metuljev in več kot 270 vrst pajkov. Mokrišča v Londonu podpirajo nacionalno pomembne populacije številnih vodnih ptic. London ima 38 območij posebnega znanstvenega interesa (SSSI), dva narodna naravna rezervata in 76 lokalnih naravnih rezervatov.
Dvoživke so pogoste v prestolnici, vključno z navadnimi pupki (Lissotriton vulgaris), ki živijo ob Tate Modern, in sekuljami, navadnimi krastačami, dlanstimi pupki in Triturus cristatus. Po drugi strani pa avtohtone plazilce, kot so navadni slepec, živorodna kuščarica, belouška in navadni gad, večinoma vidimo samo v zunanjem Londonu.
Med drugimi prebivalci Londona je 10.000 rdečih lisic, tako da je zdaj 6 lisic na kvadratni kilometer Londona. Drugi sesalci, najdeni v širšem Londonu, so jež, rjava podgana, miši, zajec, rovka, voluhar in siva veverica. V divjih območjih Zunanjega Londona, kot je Epping Forest, najdemo veliko različnih sesalcev, vključno z zajcem, jazbecem, poljsko, nabrežno in vodno voluharico, lesno miško, rumenovrato miško, krtom, rovko in podlasico do navadne lisice, sive veverice in ježa. Mrtvo vidro so našli na avtocesti v Wappingu, približno miljo od mostu Tower Bridge, kar bi nakazovalo, da so se začele seliti nazaj, potem ko so bile sto let odsotne iz mesta. Deset od osemnajstih angleških vrst netopirjev je bilo zabeleženih v gozdu Epping Forest: drobni netopir, Nathusijev netopir in mali netopir, navadni nočni netopirji, belorobi netopir, širokouhi netopir, obvodni netopir, rjavi uhati netopir, resasti netopir in gozdni mračnik.
Črede jelenov in damjakov se prosto sprehajajo po večjem delu parka Richmond in Bushy. Odstrel poteka vsak november in februar, da se zagotovi ohranitev števila. Gozd Epping je znan tudi po jelenih damjakih, ki jih je mogoče pogosto videti v čredah severno od gozda. Redka populacija melanističnih, črnih jelenov damjakov se ohranja tudi v Deer Sanctuary blizu Theydon Boisa. V gozdu najdemo tudi jelene muntjake. Medtem ko so Londončani navajeni divjih živali, kot so ptice in lisice, ki si delijo mesto, so v zadnjem času mestni jeleni začeli postajati običajna in cele črede damjakov ponoči pridejo v stanovanjska območja, da bi izkoristili zelene površine Londona.

### Parki in odprti prostori
Poročilo City of London Corporation iz leta 2013 pravi, da je London »najbolj zeleno mesto« v Evropi s 14.164 hektari javnih parkov, gozdov in vrtov. Največji parki v osrednjem delu Londona so trije od osmih kraljevih parkov, in sicer Hyde Park in njegovi sosedi Kensington Gardens na zahodu ter Regent's Park na severu. Hyde Park je še posebej priljubljen za šport in včasih gosti koncerte na prostem. Regent's Park vsebuje Londonski živalski vrt, najstarejši znanstveni živalski vrt na svetu, in je blizu Muzeja voščenih lutk Madame Tussauds. Primrose Hill je priljubljena točka za ogled mestnega obzorja.
V bližini Hyde Parka so manjši Royal Parks, Green Park in St. James's Park. Številni veliki parki ležijo izven mestnega središča, vključno s Hampstead Heath in preostalimi kraljevimi parki Greenwich Park na jugovzhodu ter Bushy Park in Richmond Park (največja) na jugozahodu. Park Hampton Court je prav tako kraljevi park, vendar ga, ker vsebuje palačo, upravljajo Historic Royal Palaces, za razliko od osmih kraljevih parkov.
Blizu parka Richmond je Kew Gardens, ki ima največjo zbirko živih rastlin na svetu. Leta 2003 so bili vrtovi uvrščeni na Unescov seznam svetovne dediščine. Obstajajo tudi parki, ki jih upravljajo londonski okrožni sveti, vključno s parkom Victoria v East Endu in parkom Battersea v središču. Obstajajo tudi nekateri bolj neformalni, polnaravni odprti prostori, vključno s Hampstead Heathom in Epping Forestom, oba pod nadzorom City of London Corporation. Hampstead Heath vključuje Kenwood House, nekdanjo veličastno hišo in priljubljeno lokacijo v poletnih mesecih, ko ob jezeru potekajo koncerti klasične glasbe. Epping Forest je priljubljeno prizorišče za različne dejavnosti na prostem, vključno z gorskim kolesarjenjem, hojo, jahanjem, golfom, ribolovom in orientacijskim tekom. Trije izmed najbolj obiskanih tematskih parkov v Združenem kraljestvu, Thorpe Park blizu Staines-upon-Thames, Chessington World of Adventures v Chessingtonu in Legoland Windsor, so znotraj 32 km od Londona.

## Demografija
Neprekinjeno urbano območje Londona sega onkraj širšega Londona in je leta 2011 štelo 9.787.426 ljudi, medtem ko je njegovo širše metropolitansko območje imelo 12–14 milijonov prebivalcev, odvisno od uporabljene definicije. Po podatkih Eurostata je London drugo najbolj naseljeno metropolitansko območje v Evropi. V obdobju 1991–2001 je tja prispelo neto 726.000 priseljencev.
Regija obsega 1579 km², kar daje gostoto prebivalstva 5177/km² več kot desetkrat več kot katera koli druga britanska regija. Po številu prebivalcev je London 19. največje mesto in 18. največja metropolitanska regija.
Po popisu prebivalstva leta 2021 jih 23,1 % stanovanje najema v socialni najemnini, 46,8 % jih ima v lasti svojo hišo dokončno ali s hipoteko ali posojilom, 30 % pa jih najema zasebno. Številni Londončani delajo od doma, 42,9 % jih je to delalo ob popisu leta 2021, medtem ko se jih 20,6 % v službo vozi z avtomobilom. Največji upad načina prevoza je bil opažen pri tistih, ki se peljejo z vlakom in podzemno železnico, in sicer z 22,6 % leta 2011 na 9,6 % leta 2021. Kar zadeva kvalifikacije, je imelo 46,7 % prebivalcev Londona po popisu razvrščenih kvalifikacije 4. stopnje ali višje, kar je pretežno univerzitetna diploma. 16,2 % jih sploh ni imelo nobenih kvalifikacij.

## Gospodarstvo
Bruto regionalni proizvod Londona je leta 2019 znašal 503 milijarde funtov, kar je približno četrtina BDP Združenega kraljestva. London ima pet velikih poslovnih okrožij: City, Westminster, Canary Wharf, Camden & Islington ter Lambeth & Southwark. Eden od načinov, kako dobiti predstavo o njihovi relativni pomembnosti, je, da pogledamo relativne količine pisarniških prostorov: Veliki London je imel leta 2001 27 milijonov m² pisarniških prostorov, mesto pa vsebuje največ prostora, z 8 milijoni m² pisarniških prostorov. London ima nekatere najvišje cene nepremičnin na svetu. Po poročilu World property journal (2015) je London najdražji trg pisarn na svetu. Od leta 2015 je stanovanjska nepremičnina v Londonu vredna 2,2 bilijona dolarjev. Mesto ima najvišje cene nepremičnin od vseh evropskih mest po podatkih Urada za državno statistiko in Evropskega statističnega urada. Povprečna cena kvadratnega metra v središču Londona je 24.252 € (april 2014). To je višje od cen nepremičnin v drugih evropskih prestolnicah G8.

### City of London
Londonska finančna industrija ima sedež v londonskem Cityju in Canary Wharfu, dveh glavnih poslovnih okrožjih. London je eno najpomembnejših svetovnih finančnih središč kot najpomembnejša lokacija za mednarodne finance. London je postal glavno finančno središče kmalu po letu 1795, ko je nizozemska republika propadla pred Napoleonovo vojsko. Za mnoge bankirje s sedežem v Amsterdamu (npr. Hope, Baring) je bil to edini čas za selitev v London. Prav tako je londonski sistem, osredotočen na trg (v nasprotju s tistim, osredotočenim na banko v Amsterdamu), v 18. stoletju postal bolj prevladujoč. Londonsko finančno elito je okrepila močna judovska skupnost iz vse Evrope, ki je bila sposobna obvladati najbolj sofisticirana finančna orodja tistega časa. To gospodarsko moč mesta so pripisali njegovi raznolikosti.
Do sredine 19. stoletja je bil London vodilno finančno središče, ob koncu stoletja pa se je več kot polovica svetovne trgovine financirala v britanski valuti. Kljub temu je od leta 2016 London na vrhu svetovne lestvice na Indeksu globalnih finančnih centrov (GFCI) in je bil uvrščen na drugo mesto v A.T. Kearneyjev indeks globalnih mest za leto 2018.
Največja panoga v Londonu so finance, zaradi finančnega izvoza pa veliko prispeva k plačilni bilanci Združenega kraljestva. Do sredine leta 2007 je bilo v Londonu v finančnih storitvah zaposlenih okoli 325.000 ljudi. London ima več kot 480 čezmorskih bank, več kot katero koli drugo mesto na svetu. Je največje središče za trgovanje z valutami na svetu, saj predstavlja približno 37 odstotkov povprečnega dnevnega obsega v višini 5,1 bilijona dolarjev, po podatkih BIS. Več kot 85 odstotkov (3,2 milijona) zaposlenih prebivalcev širšega Londona dela v storitvenih panogah. Zaradi njegove pomembne svetovne vloge je londonsko gospodarstvo prizadela finančna kriza 2007–2008. Toda do leta 2010 si je mesto opomoglo, uvedlo nova regulativna pooblastila, nadaljevalo s ponovno pridobitvijo izgubljenega položaja in ponovno vzpostavilo gospodarsko prevlado Londona.[262] Poleg sedeža strokovnih služb je Londonski City dom Bank of England, Londonske borze in zavarovalniškega trga Lloyd's of London.
Več kot polovica 100 najboljših podjetij Združenega kraljestva, ki kotirajo na borzi (FTSE 100), in več kot 100 od 500 največjih evropskih podjetij ima sedež v središču Londona. Več kot 70 odstotkov FTSE 100 je znotraj metropolitanskega območja Londona, 75 odstotkov podjetij s seznama Fortune 500 pa ima pisarne v Londonu. V poročilu iz leta 1992, ki ga je naročila Londonska borza, je sir Adrian Cadbury, predsednik njegovega družinskega slaščičarskega podjetja Cadbury, izdelal poročilo Cadbury, kodeks najboljše prakse, ki je služil kot podlaga za reformo korporativnega upravljanja po vsem svetu.

### Turizem
London je ena izmed vodilnih turističnih destinacij na svetu in je bil leta 2015 uvrščen med najbolj obiskano mesto na svetu z več kot 65 milijoni obiskov. Je tudi najboljše mesto na svetu po čezmejni porabi obiskovalcev, leta 2015 ocenjeno na 20,23 milijarde USD. Turizem je ena najpomembnejših gospodarskih panog v Londonu, ki leta 2016 zaposluje 700.000 delavcev s polnim delovnim časom in prispeva 36 milijard funtov letno k gospodarstvu. Mesto predstavlja 54 % vse porabe vhodnih obiskovalcev v Združenem kraljestvu. Od leta 2016 je bil London najboljša mestna destinacija na svetu po oceni uporabnikov TripAdvisorja.
Leta 2015 so bile vse najbolj obiskane znamenitosti v Združenem kraljestvu London. 10 najbolj obiskanih znamenitosti je bilo: (z obiski na prizorišče)
- Britanski muzej: 6.820.686
- Narodna galerija: 5.908.254
- Prirodoslovni muzej (South Kensington): 5.284.023
- Southbank Center: 5.102.883
- Tate Modern: 4.712.581
- Muzej Viktorije in Alberta (južni Kensington): 3.432.325
- Muzej znanosti: 3.356.212
- Somerset House: 3.235.104
- Londonski Tower: 2.785.249
- Narodna galerija portretov: 2.145.486

Število hotelskih sob v Londonu je leta 2015 znašalo 138.769 in naj bi z leti raslo.